# Al Pitrelli
Al Pitrelli es un guitarrista estadounidense nacido el 29 de septiembre de 1962 en Nueva York, EE. UU.

## Carrera
Pitrelli ha trabajado en grupos como Megadeth, Alice Cooper, Savatage o Blue Öyster Cult. Empezó en el mundo de la música siendo profesor de guitarra en Boston, donde estudió música. Poco después fue descubierto por Alice Cooper, quien le pidió que se uniese a su banda en 1989 como guitarrista en directo, posición que ocupó hasta 1993, cuando pasó a colaborar con Asia, más concretamente en sus discos Aqua y Aria, en 1992 y 1993 respectivamente.
Después de marcharse de Asia, Pitrelli recala en Savatage en 1995, con los que participa en dos álbumes: Dead Winter Dead y The Wake of Magellan. Poco después, Paul O'Neill le pregunta a Pitrelli si se une a su orquesta de rock, llamada Trans-Siberian Orchestra, a lo que Al acepta.
Pitrelli pasa a formar parte de Megadeth en 1999, recomendado por el batería Jimmy DeGrasso, de quien había sido compañero en Alice Cooper y que había estado anteriormente en Megadeth. Pitrelli reemplaza a Marty Friedman y graba el disco  The world needs a hero en 2000. En 2002, Dave Mustaine sufre una lesión en su brazo izquierdo que obliga a parar el trabajo de Megadeth, acabando con la carrera de la banda, con lo que Pitrelli regresa a Savatage, grupo en el que toca en la actualidad a pesar de la reunión de Megadeth al recuperarse Mustaine de su lesión.

## Discografía

### Danger Danger
- Rare Cuts (2003)

### Hotshot
- The Bomb (2005)

### Alice Cooper
- Trashes the World (DVD, 1990)
- Classicks (1995)

### Asia
- Aqua (1992)
- Aria (1994)

### Place Called Rage
- Place Called Rage[1] (1995)

### Randy Coven
- Funk Me Tender (1989)

### Coven, Pitrelli, O'Reilly (CPR)
- CPR (1992)

### Megadeth
- Capitol Punishment: The Megadeth Years (2000)
- The World Needs a Hero (2000)
- Behind the Music (DVD, 2000)
- Rude Awakening (2000)
- Still Alive... and Well? (2002)
- Greatest Hits: Back to the Start (2005)
- Anthology: Set the World Afire (2008)

### O'2L
- O'2L
- Doyle's Brunch
- Eat a Pickle

### Savatage
- Dead Winter Dead (1995)
- The Wake of Magellan (1998)
- Poets and Madmen (2001)

### Trans-Siberian Orchestra
- Christmas Eve and Other Stories (1996)
- The Christmas Attic (1998)
- The Ghosts of Christmas Eve (DVD, 2000)
- Beethoven's Last Night (2000)
- The Lost Christmas Eve (2004)
- Night Castle (2009)

### Widowmaker (USA-1)
- Blood and Bullets (1992)
- Stand by for Pain (1994)